# 미셸 스카라벨리
미셸 스카라벨리(프랑스어: Michele Scarabelli, 영어: 미셸 스캐러벨리, 영어 발음: /ˌskærəˈbɛli/, 1955년 4월 11일 ~ )는 캐나다의 배우이다.
몬트리올에서 태어났다.

## 출연 작품
- 에이리언 네이션 - 다크 레인져 (1994, Alien Nation: Dark Horizon)
  - 에이리언 네이션 - 씨크리트 웨폰 (1995, Alien Nation: Body and Soul)
  - 에이리언 네이션 - 밀레니엄 (1996, Alien Nation: Millennium)
  - 에이리언 네이션 - 에너미 위딘 (1996, Alien Nation: The Enemy Within)
  - 에이리언 네이션 - 우다라 유산 (1997, Alien Nation: The Udara Legacy)
- 섀터드 글래스 (2003년)
- 어둠 속의 목격자 (1995년)
- 고립 지대 (1995년)
- 닥터슬론 (1993년)
- 공포의 룸메이트 (1993년)
- 바디 오브 에버던스 (1992년)
- 이젠 키스 안 사요 (1992년)
- 스네이크 이터 2 (1991년)
- 나이트 히트 (1985년)
- 댄스 브레이킹 (1985년)
- 애상의 연인 (1985년)
- 씨잉 씽스 (1981년)
- 달라스 (1978년)

### 텔레비전
- 에이리언 네이션 - TV 시리즈 (1989, Alien Nation)
- 에어울프